# .pa
.pa е интернет домейн от първо ниво за Панама. Представен е през 1994. Поддържа се от PANNET, се администрира от Панамския техническия университет.

## Второ ниво домейни
- net.pa
- com.pa
- ac.pa
- sld.pa
- gob.pa
- edu.pa
- org.pa
- abo.pa
- ing.pa
- med.pa
- nom.pa